# Нижний Колоб
Нижний Коло́б (авар. Гъоркьколоб) — село в Шамильском районе Дагестана. Входит в состав сельского поселения «Сельсовет „Кахибский“».

## Географическое положение
Расположено в 9 км к юго-востоку от районного центра села Хебда, на левом берегу реки Згуртляр.

## Население
| 1926 | 1939 | 1970 | 1989 | 2002 | 2010 | 2021 |
| ---- | ---- | ---- | ---- | ---- | ---- | ---- |
| 159  | ↗185 | ↘35  | ↗36  | ↗48  | ↗53  | ↘39  |